# Шадковски, Сюзанна
Сюза́нна Ва́нда Шадко́вски (англ. Zuzanna Wanda Szadkowski; 22 октября 1978, Варшава, Польша) — польско-американская актриса театра и кино. Известна ролью Дороты Кишловски из телесериала «Сплетница» (2007).

## Биография и карьера
Родилась в Варшаве (Польша). Вскоре после рождения Сюзанны её семья иммигрировала в США.
В 1997 году окончила среднюю школу в Форт-Уэйне (штат Индиана, США). После окончания института Шадковски работала в театрах Москвы (Россия), Варшавы (Польша) и Нью-Йорка (США), а чуть позже начала сниматься в кино.
В начале кинокарьеры актрисе доставались небольшие роли в сериалах.
В 2007 году сыграла свою первую значимую роль в телесериале «Сплетница». Её героиня, Дорота Кишловски, экономка главной героини сериала Блэр Уолдорф (роль исполнила Лейтон Мистер).

## Фильмография
| Год       |   | Русское название                      | Оригинальное название           | Роль              |
| --------- | - | ------------------------------------- | ------------------------------- | ----------------- |
| 2006—2007 | с | Закон и порядок: Преступное намерение | Law & Order: Criminal Intent    | Ольга/Трина       |
| 2007—2012 | с | Сплетница                             | Gossip Girl                     | Дорота Кишловски  |
| 2007      | с | Клан Сопрано                          | The Sopranos                    | Эльжбета          |
| 2009      | ф | Где Джоэл Баум?                       | Where Is Joel Baum?             | польская уборщица |
| 2009      | с | Преследующая Дорота                   | Chasing Dorota                  | Дорота            |
| 2009      | с | Направляющий свет                     | Guiding Light                   | сестра Анджелика  |
| 2011      | ф |                                       | The Pilot Season Survival Guide | Марта             |
| 2011      | ф | Как украсть небоскрёб                 | Tower Heist                     | полька            |
| 2013      | ф | Наследие                              | Legacy                          | Джойс             |